# 蒙古精神
《蒙古精神》（俄語：Урга — территория любви）是俄罗斯导演尼基塔·米哈尔科夫於1991年执导的一部剧情電影，讲述了一名俄罗斯卡车司机与居住在中國内蒙古的一个蒙古人家庭的一段友谊，并且刻画了蒙古人的生活状态。本片由俄罗斯与法国公司联合制作。

## 剧情
生活在内蒙古的蒙古牧民贡巴、妻子和他们的三个孩子以及一个老母亲像祖先一样过着传统的游牧生活。一天，一个俄罗斯卡车司机谢尔盖将自己的卡车陷到了水坑里。他大声呼喊求援最终被贡巴发现，被淳朴热情的贡巴请到家中杀羊摆酒款待，并帮他解决了卡车的问题。
贡巴的妻子（城里长大的）已生育了三个孩子，她被医生告诫不要再生孩子，为此贡巴已好几个月没和妻子同房。妻子告诉贡巴有种叫避孕套的东西可以解决这个生理难题，并叮嘱他进城买彩电时捎回几个。贡巴骑马到城里后，在药店里由于感到很尴尬而没有买下避孕套。贡巴与谢尔盖在城里的歌厅一起喝酒，谢尔盖酒后闹事被警察带走，贡巴又托朋友把他接了出来。
贡巴买到电视机后骑马回家，并且告诉老婆没有購买避孕套。片尾显示夫妻二人野外交合，并且因此生下了第四个孩子，取名铁木真。

## 制作
本片比较通称的译名是《套马杆》、《套马索》。蒙古人在放牧时用套马杆（套马索）来套住动物，而直立于草原低坡的一枝套马杆则是草原上蒙古男女野合做爱的标志，远远望见插立的套马杆便是告诉人们——不要来打扰他们的欢娱时光。
1991年苏联政局动荡，预示着一场暴风骤雨般的社会变革将要到来。当年尼基塔·米哈尔科夫组建了自己的电影公司。他不想因为局势干扰而放弃拍摄电影，选择在中国内蒙古的呼伦贝尔大草原拍摄新片。“既避开了国内复杂纷乱的局势，也借助电影又一次完成了关于民族和历史的沉重思索。”

## 奖项
影片获得威尼斯电影节金狮奖和欧洲电影奖最佳影片、奥斯卡最佳外语片提名和金球奖最佳外语片提名。

## 影响
受本片的影响，捷克女作家Petra Hůlová对蒙古产生了浓厚的兴趣，她到蒙古居住学习了一年，后来发表了她的第一部小说 Paměť mojí babičce (2002; 以纪念她的祖母)，英文版翻译为 All This Belongs to Me (2009)。